# Аплаксіно
Аплаксіно (рос. Аплаксино) — присілок у Тогучинському районі Новосибірської області Російської Федерації.
Входить до складу муніципального утворення Усть-Каменська сільрада. Населення становить 134 особи (2010).

## Історія
Згідно із законом від 2 червня 2004 року органом місцевого самоврядування є Усть-Каменська сільрада.

## Населення
| 2002 | 2007 | 2010 |
| ---- | ---- | ---- |
| 151  | ↗160 | ↘134 |